# Малозубая колючая акула
Малозубая колючая акула (лат. Scymnodon obscurus) — вид рода вельветовых колючих акул семейства сомниозовых акул отряда катранообразных. Обитает во всех океанах за исключением Северного Ледовитого и восточной части Тихого океана. Встречается на глубине до 2200 м. Максимальный зарегистрированный размер 84 см. Размножается яйцеживорождением. Не представляет интереса для коммерческого рыболовства.

## Таксономия
Впервые научно вид описан в 1888 году. Голотип представляет собой самку длиной 59 см, пойманную в 1883 году в Атлантическом океане у побережья Марокко (23°57' с.ш. и 17°12' з.д.) на глубине 1400—1435 м. Видовой эпитет происходит от слова лат. obscurus — «тёмный».

## Ареал
Малозубые колючие акулы встречаются широко и неравномерно. Они обитают у побережья Австралии, Бразилии, Исландии, Японии, Марокко, Мадейры, Сенегала, ЮАР, Суринама и США. Эти акулы попадаются на материковых и островных склонах на глубине от 550 до 2200 м, но обычно они предпочитают держаться на глубине от 400 до 900 м.

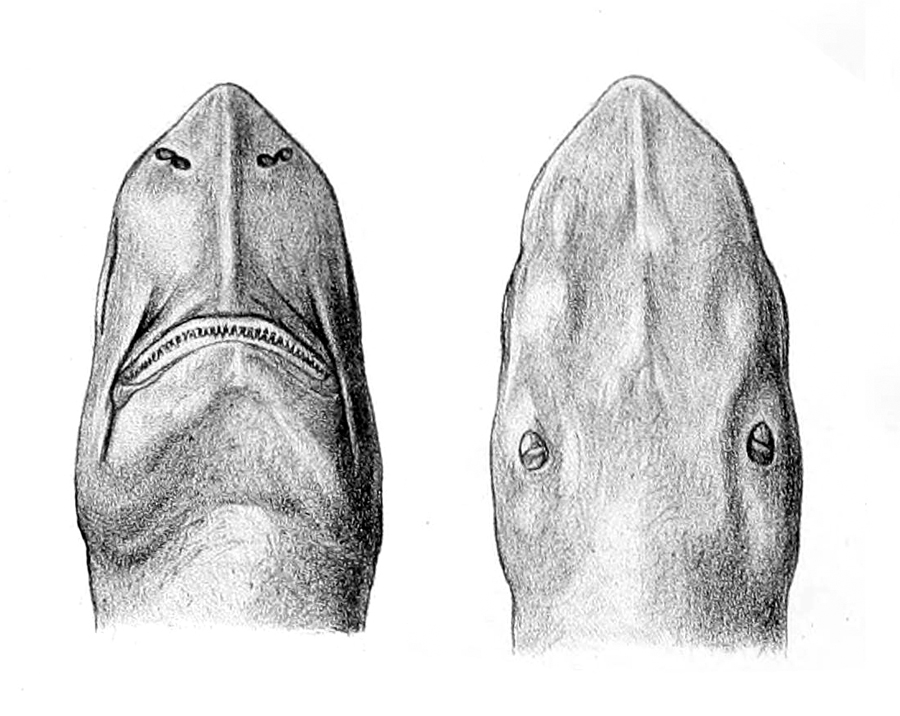
Голова малозубой колючей акулы.

## Описание
Максимальный зарегистрированный размер составляет 84 см. Голова удлинённая и приплюснутая. Преоральное расстояние меньше ширины рта и почти равно дистанции между нижним симфизом и первой жаберной щелью. Рот узкий и короткий. Грудные плавники узкие и листообразные. Брюшные плавники маленькие, примерно равны по размеру второму спинному плавнику. Хвостовой плавник асимметричный, у края более длинной верхней лопасти имеется выемка. Хвостовой стебель длинный. Расстояние между основаниями второго спинного и хвостового плавника равно длине основания второго спинного плавника. Окраска чёрного цвета.

## Биология
Малозубые колючие акулы размножаются яйцеживорождением. Самцы и самки достигают половой зрелости при длине 49 и 59 см соответственно.

## Взаимодействие с человеком
Вид не представляет интереса для коммерческого промысла. Иногда в качестве прилова попадает в рыболовные сети. Пойманных акул употребляют в пищу в вяленом виде или производят из них рыбную муку. Данных для оценки Международным союзом охраны природы статуса сохранности вида недостаточно.